# Гора (Горишнеплавневский городской совет)
Гора (укр.  Гора, до 2016 года — Колхозная Гора) — село, Дмитровский сельский совет, Горишнеплавнинский городской совет, Полтавская область, Украина.
Код КОАТУУ — 5310290311. Население по переписи 2001 года составляло 89 человек.

## Географическое положение
Село Гора находится в 1-м км от села Дмитровка. Рядом проходит железная дорога, станция Платформа 4 км в 0,5 км.

## История
- В 2016 году село Колхозная Гора переименовано в Гора.